# Liste der Kulturdenkmale in Simselwitz
In der Liste der Kulturdenkmale in Simselwitz sind die Kulturdenkmale des Döbelner Ortsteils Simselwitz verzeichnet, die bis Oktober 2022 vom Landesamt für Denkmalpflege Sachsen erfasst wurden (ohne archäologische Kulturdenkmale). Die Anmerkungen sind zu beachten.
Diese Aufzählung ist eine Teilmenge der Liste der Kulturdenkmale in Döbeln.

## Simselwitz
| Bild                                    | Bezeichnung | Lage                            | Datierung | Beschreibung | ID       |
| --------------------------------------- | --- | ------------------------------- | --- | --- | -------- |
|                                         | Wartehalle des Bahnhofs Simselwitz | An der Kirche (Karte)           | 1911 eröffnet | Authentisch überkommene hölzerne Wartehalle einer Schmalspurbahn, Typenbau der Kgl. Sächs. Staatseisenbahnen, als Dokument des ursprünglichen Streckenverlaufs der sogenannten Rübenbahn sowie als Typenbau dieser Schmalspurstrecke eisenbahngeschichtlich von Bedeutung. Fachwerkbau auf gemauertem Sockel, mit Ziegelausfachung und Holzverkleidung, Zustand nach Restaurierung gesichert. Bauform typisch für die vorliegende Schmalspurstrecke, Streckenkilometer 43,209. Bahnhofsanlagen umfassten ursprünglich neben der Wartehalle ein Abortgebäude (abgebrochen), einen Wagenkasten (abgebrochen), eine Laderampe (östlich der Wartehalle, daneben eingestürzter Güterverladeschuppen) und ein Wohnhaus (erhalten, aber baulich verändert). Am 7. November 1911 für den Güter- und Personenverkehr eröffnet, Stilllegung des Personen- und Güterbahnhofs am 4. Januar 1970. Auf diesem Streckenabschnitt ist das vorliegende Bahnhofgebäude bisher das einzige als Denkmal erfasste. Eine weitere in Simselwitz erhaltene Wartehalle sowie ein nebenstehender Wagenkasten dieses Abschnitts ist als Gartenlaube genutzt stark überformt worden. Weitere frühere Haltepunkte der Strecke müssen noch überprüft werden (Stand 2014): Wahnitz, Leuben-Schleinitz und Lossen (bei Lommatzsch). Angesichts des weitgehenden Substanzverlusts an Gleisanlagen sowie zugehöriger Ingenieurbauten kommt dem vorliegenden Bahnhofsgebäude als ein Exemplar mehrerer erhaltener Typenbauten entlang der gesamten Strecke zwischen Wilsdruff und Döbeln-Gärtitz vor allem als Dokument des einstigen Streckenverlaufs eine eisenbahngeschichtliche Bedeutung zu. Diese begründet sich damit in der Hauptsache auf der Einheit von Gebäude und historischem Standort. | 09305630 |
| Weitere Bilder                          | Kirche und Kirchhof Simselwitz (Sachgesamtheit) | An der Kirche 6 (Karte)         | 1898 | Sachgesamtheit Kirche und Friedhof Simselwitz mit den Einzeldenkmalen: Kirche, Kriegerdenkmal (Erster Weltkrieg), Gedenkstein Zweiter Weltkrieg (Voigt) sowie Zuwegung zur Kirche mit Stützmauer und drei barocken Grabmalen und Einfriedungsmauer mit Eisenzaun (siehe 09208831) und der gärtnerischen Gestaltung des Kirchhofes (Gartendenkmal); von orts- und kirchengeschichtlicher Bedeutung, ortsbildprägend | 09303748 |
| Weitere Bilder                          | Kirche, Kriegerdenkmal (Erster Weltkrieg), Gedenkstein/Grabmal Zweiter Weltkrieg (Voigt), Stützmauer und Aufgang zum Kirchhof mit drei barocken Grabmalen, drei Erbbegräbnisse und Kirchhofeinfriedung (Einzeldenkmale der Sachgesamtheit 09303748) | An der Kirche 6 (Karte)         | 1898, zum Teil älter (Kirche); 17. Jahrhundert (Taufengel); um 1450 (Kruzifix); nach 1918 (Kriegerdenkmal Erster Weltkrieg); nach 1945 (Steinkreuz Voigt) | Einzeldenkmale der Sachgesamtheit Kirche und Kirchhof Simselwitz; von ortsgeschichtlicher und baugeschichtlicher Bedeutung, ortsbildprägend. - Kirche: 1898 durch Architekt Schleinitz und Bildhauer Wedemeyer in Dresden umgebaut und mit Turm versehen, Hanghaus mit rechtwinkligem Chor - Unterhalb der Kirche Kriegerdenkmal Erster Weltkrieg: auf dem Kirchhof vor der Kirche stehend, Naturstein, darin eingelassen die Namen der Gefallenen und die Inschrift „Unseren Helden aus Dankbarkeit von der Gemeinde Simselwitz“ - Soldatengrab mit Gedenkstein für die Gefallenen des Zweiten Weltkrieges: neben dem Kriegerdenkmal für den Ersten Weltkrieg stehend, für den Unteroffizier Rudolf Gerhard Voigt und den Gefreiten Max Rudolf Voigt, in den 1940er Jahren gefallen (Inschrift nur teilweise lesbar) - Grabmale/Erbbegräbnisse: - 1. Erbbegräbnis Familie In der Stroth, vermutlich zwischen 1933 und 1945 errichtet, älteste Inschrift: Heidemarie In der Stroth (1957–1959), Grabwand mit Inschrift, in der Mitte höhere Wand mit Inschrift „Familie In der Stroth“ mit aufgesetzten Steinbuchstaben, vor der Wand im Dreiviertelrelief Darstellung eines Sämanns, sowohl die Darstellungsweise als auch der Schrifttyp deuten darauf hin, dass das Erbbegräbnis vor 1945 entstanden ist - 2. Erbbegräbnis Familie Lohse und Philipp mit aufwendig gestalteter Einfriedung, Grabwand aus schwarzem Granit, schlichte Gestaltung, möglicherweise 1920er und 1930er Jahre - 3. Erbbegräbnis der Gutsbesitzerfamilie Görne mit Einfriedung, vermutlich 1894 - 4. drei barocke Grabmale, stark verwittert, nicht lesbar, in die Stützmauer der Auffahrt bzw. des Aufgangs zum Kirchhof eingelassen                                                  | 09208831 |
|                                         | Wohnstallhaus eines Vierseithofes | Dr.-Fankhänel-Straße 18 (Karte) | Um 1840 | Prächtiges Bauernhaus (eventuell ehemaliges Erbgericht) in unmittelbarer Nähe zur Kirche, dokumentiert alte Ortsstruktur, heimatgeschichtlich von Bedeutung. Massiv, zweigeschossig, Wand-Öffnungsverhältnis intakt, originale Fenstergewände, drei alte Portale mit Verdachungen, Krüppelwalmdach. | 09208830 |
| Direkt Bild zu diesem Denkmal hochladen | Mühle Simselwitz | Mühlweg 3 (Karte)               | Bezeichnet mit 1806 (Kern älter) | Von technik- und ortsgeschichtlicher Bedeutung, mit kompletter, technischer Ausstattung, hofseitig Fachwerk, gesamtes Gebäude mit alten Möbeln ausgestattet. Erdgeschoss massiv, Obergeschoss zur Hofseite Fachwerk, originale Fliesen, originale Haustür, Satteldach, oberschlächtiges Wasser, Fahrstuhl. Wassermühle war Lohmüllerei: dort wurde u. a. Mehl, Schrot, Grieß und Graupen sowie Quetschhafer gemahlen. Die alte Wassermühle, einst Lohmüllerei, ist schon seit über 100 Jahren in Familienbesitz und wurde bereits im Jahre 1734 erstmals urkundlich erwähnt. Sie war bis 1979 in Betrieb. Bei Straßenbaumaßnahmen entzog man der Mühle ab 1969 das Wasser. Sie wurde dann mit Elektromotor betrieben. Zur heute noch erhaltenen technischen Ausstattung gehören zwei Walzenstühle, drei Gänge mit Steinen, ein Plansichter, vier Silos, alle gut erhalten. Neben der Mühleneinrichtung blieb auch die Wohnung des Müllers erhalten. Auf Grund ihres guten Erhaltungszustandes, der erhaltenen Mühlentechnik sowie der wirtschaftlichen Bedeutung für Simselwitz und umliegende Dörfer kommt der Mühle eine technikgeschichtliche sowie regionalgeschichtliche Bedeutung zu. | 09208836 |

## Ehemaliges Denkmal
| Bild                                    | Bezeichnung                | Lage                    | Datierung | Beschreibung | ID       |
| --------------------------------------- | -------------------------- | ----------------------- | --------- | --- | -------- |
| Direkt Bild zu diesem Denkmal hochladen | Wohnstallhaus (ohne Anbau) | An der Linde 10 (Karte) | Um 1800   | Kleines landschaftstypisches Fachwerkhaus, weitgehend authentisch erhalten, bildprägend und heimatgeschichtlich bedeutsam. Erdgeschoss massiv, Obergeschoss Fachwerk, Giebel massiv (Bruchstein), Satteldach, schlechter Bauzustand, leerstehend. Zwischen 2015 und 2017 abgerissen. | 09208834 |

## Tabellenlegende
- Bild: Bild des Kulturdenkmals, ggf. zusätzlich mit einem Link zu weiteren Fotos des Kulturdenkmals im Medienarchiv Wikimedia Commons. Wenn man auf das Kamerasymbol klickt, können Fotos zu Kulturdenkmalen aus dieser Liste hochgeladen werden:
- Bezeichnung: Denkmalgeschützte Objekte und ggf. Bauwerksname des Kulturdenkmals
- Lage: Straßenname und Hausnummer oder Flurstücknummer des Kulturdenkmals. Die Grundsortierung der Liste erfolgt nach dieser Adresse. Der Link (Karte) führt zu verschiedenen Kartendiensten mit der Position des Kulturdenkmals. Fehlt dieser Link, wurden die Koordinaten noch nicht eingetragen. Sind diese bekannt, können sie über ein Tool mit einer Kartenansicht einfach nachgetragen werden. In dieser Kartenansicht sind Kulturdenkmale ohne Koordinaten mit einem roten bzw. orangen Marker dargestellt und können durch Verschieben auf die richtige Position in der Karte mit Koordinaten versehen werden. Kulturdenkmale ohne Bild sind an einem blauen bzw. roten Marker erkennbar.
- Datierung: Baubeginn, Fertigstellung, Datum der Erstnennung oder grobe zeitliche Einordnung entsprechend des Eintrags in der sächsischen Denkmaldatenbank
- Beschreibung: Kurzcharakteristik des Kulturdenkmals entsprechend des Eintrags in der sächsischen Denkmaldatenbank, ggf. ergänzt durch die dort nur selten veröffentlichten Erfassungstexte oder zusätzliche Informationen
- ID: Vom Landesamt für Denkmalpflege Sachsen vergebene, das Kulturdenkmal eindeutig identifizierende Objekt-Nummer. Der Link führt zum PDF-Denkmaldokument des Landesamtes für Denkmalpflege Sachsen. Bei ehemaligen Kulturdenkmalen können die Objektnummern unbekannt sein und deshalb fehlen bzw. die Links von aus der Datenbank entfernten Objektnummern ins Leere führen. Ein ggf. vorhandenes Icon  führt zu den Angaben des Kulturdenkmals bei Wikidata.

## Ausführliche Denkmaltexte
1. ↑  Wartehalle des Bahnhofs Simselwitz:

Im wohl bedeutendsten Zuckerrübenanbaugebiet Sachsens sind die wenigen erhaltenen Zeugnisse der „Rübenbahn“ als Haupttransportmittel sowohl von Gütern als auch Personen und als ein temporärer Hauptarbeitgeber der Region von großer regionalgeschichtlicher sowie eisenbahngeschichtlicher Bedeutung. Dabei markieren die einfachen, aber qualitätvoll gestalteten Wartehallen an den Bahnhöfen, Haltestellen und Haltepunkten – oftmals begleitet von einem für die Zwecke der Bahnmeisterei ausrangierten Wagenkasten – zusammen mit den wenigen verbliebenen Ingenieurbauten der Strecke als Fragmente entlang der inzwischen abgebauten Schmalspurgleise den einstigen Streckenverlauf der „Rübenbahn“. Zusammen mit den teilweise erhaltenen Ladegleisen und -rampen verdeutlichen sie die Zweckbestimmung der ehemals längsten und äußerst bedeutenden sächsischen Kleinbahn als Güter- und Personentransportstrecke. Als Typenbauten auf der Strecke Wilsdruff–Gärtitz kommt den Wartehallen zudem neben dem eisenbahngeschichtlichen auch ein baugeschichtlicher Wert zu. Gerade die große Anzahl der erhaltenen Bauten veranschaulicht eindrucksvoll diese konstruktive und gestalterische Vereinheitlichung eines Zweckbaus. Obwohl die Hochbauten der Königlich Sächsischen Staatseisenbahnen insgesamt nach einheitlichen Baustandards entworfen wurden und sich daher auch viele Bahnhofsgebäude innerhalb des sächsischen Schmalspurnetzes gleichen, gibt es strecken- und regionaltypische Lösungen, wie die hier vorliegenden Wartehallen.
2. ↑  Einzeldenkmale der Sachgesamtheit Kirche und Kirchhof Simselwitz:

Die Erbauungszeit der Dorfkirche Simselwitz ist nicht genau bekannt. Anfang des 18. Jahrhunderts wurde die alte romanische Kirche bei einem Feuer zerstört und konnte nur notdürftig wiederhergestellt werden. Pläne zum Neubau der Kirche aus dem ausgehenden 18. Jahrhundert konnten aus wirtschaftlichen Gründen nicht ausgeführt werden. Damit blieb sie in ihrer überkommenen Form bis in die 2. Hälfte des 19. Jahrhunderts erhalten. Im Jahr 1862 erhielt sie zwei neue Glocken des Glockengießers Große aus Dresden. Ein Jahr später konnte eine neue Orgel des Orgelbaumeisters Christian Friedrich Göthel aus Borstendorf/Erzgebirge eingeweiht werden. Sie ist die einzige Orgel dieses Meisters, die in ihrer historischen Substanz mit dem originalen Zinnprospekt erhalten ist. 1991 und 1993 konnte diese Orgel restauriert werden. 1897 hinterließ der verstorbene Gutsauszügler Fürchtegott Göldner in seinem Testament 15000 Mark, die zur Erneuerung der Kirche und zur Errichtung eines Turmes Verwendung finden sollten. Der Verein für kirchliche Kunst in Dresden, an den sich die Kirchgemeinde gewandt hatte, beauftragte den Dresdner Architekten Schleinitz, Bauentwürfe und Kostenanschläge anzufertigen. Die Pläne wurden 1898 ausgeführt, so dass am 27. November 1898 die erneuerte Kirche geweiht werden konnte. Die südwestlich vom Dorf auf einer Anhöhe stehende Kirche, welche vom Kirchhof eingeschlossen wird, prägt das Ortsbild maßgeblich. An die kleine schmucklose Saalkirche fügt sich nordwestlich der ebenfalls schlichte Turm an. Sowohl das Kirchenschiff, als auch der Turm schließen mit Satteldach ab. Das Innere der Kirche wurde mehrfach umgebaut und vereinfacht. Dabei entfernte man auch die Kanzel. Zur Kirchenausstattung gehören heute ein gotisches Kruzifix (um 1450) sowie ein barocker Taufengel (17. Jahrhundert).

Auf dem Kirchhof befinden sich neben dem Denkmal für die Gefallenen des Ersten Weltkrieges und dem Soldatengrab mit Gedenkstein für die Gefallenen des Zweiten Weltkrieges drei barocke Grabmale und drei Erbbegräbnisse aus dem Ende des 19. Jahrhunderts und der 1. Hälfte des 20. Jahrhunderts. Dem Kirchhof vorgelagert ist eine zweiseitige Auffahrt (Aufgang) mit Stützmauer (darin die drei barocken Grabmale eingelassen) sowie ein Eisengeländer. Der Kirchhof selbst wird ebenfalls durch eine Stützmauer, teils mit Eisenzaun, eingefriedet. Der Zugang erfolgt über eine einläufige Natursteintreppe. Die oben beschriebene Anlage prägt das Ortsbild maßgeblich. Die Kirche nahm im Leben der Dorfbewohner in der Vergangenheit einen zentralen Platz ein. So waren Taufe, Heirat und Bestattung feste Bestandteile des religiösen Lebens der Gemeinde. Der Gottesdienst war ein fester Bestandteil im Leben der Dorfbewohner. Unter anderem bot er eine der wenigen Gelegenheiten, Abstand vom Alltagsleben zu erlangen und sich zu besinnen, aber auch anderen zu begegnen. Insofern kommt der Kirche eine große ortsgeschichtliche Bedeutung zu. Das gleiche gilt für den Kirchhof und die Kriegerdenkmale bzw. Grabmale, die für das Gemeindeleben und das Leben jedes einzelnen eine große Bedeutung erlangen.